# Hildevert-Adolphe Lara
Grand père de Christine LARA, romancière, scénariste, essayiste.
Pour les articles homonymes, voir Lara.
Hildevert-Adolphe Lara, né le 7 mars 1876 à Pointe-à-Pitre en Guadeloupe et mort en 1937 dans la même ville, est un instituteur, avocat puis journaliste.

## Biographie
Hildevert-Adolphe Lara est fils de Moïse Lara, charpentier et esclave affranchi, et frère de Sully Lara (romancier guadeloupéen) et de Oruno Lara (ouvrier typographe et journaliste, grand-père de Christian Lara, réalisateur). Après ces études primaires, il exerce le métier d'instituteur, puis d'avocat, avant de se consacrer au journalisme. Le 15 avril 1899, il crée le journal La Petite République qui devient en 1900 La Démocratie. Il crée aussi le journal Le Nouvelliste, un quotidien socialiste,.
À la fin de la Grande Guerre, Hildevert-Adolphe Lara et André Questel (mutualiste et négociant) prennent l'initiative de créer un comité de solidarité patriotique afin d'aider la commune de Neuvilly-en-Argonne, ravagée par la guerre,. Le 14 septembre 1935, dans Le Nouvelliste, il dénonce le peu de reconnaissance pour les esclaves qui ont permis à la Guadeloupe de prospérer et souhaite qu'une plaque soit apposée dans Pointe-à-Pitre, portant le texte :
« Aux esclaves africains nos ancêtres, premiers artisans enchaînés de la prospérité de cette île, 1635-1935 » . En 1936, à travers son œuvre "Contribution de la Guadeloupe à la pensée française", il fait un premier recensement des hommes de lettres et d'élite originaires de la Guadeloupe.

## Œuvres et conférences
- À mes frères noirs, Pointe-à-Pitre (Guadeloupe), Aux bureaux de la “Démocratie”, 1901, 35 p. (OCLC 457543426, lire en ligne)
- La Question du change à la Guadeloupe, conférence, 1903 (OCLC 457543451)
- Pour Béhanzin, éditions Stock, 1905 (OCLC 123521602)
- Une mission, Basse-Terre, Imprimerie du Gouvernement, 1912 (lire en ligne)
- La France et le Canal de Panama. Le Port de la Pointe-à-Pitre, co-auteur : Armand Raimond, Raphaël Wachter, avec préfaces de MM. F. René-Mével et Maurice Darchicourt, édition Colonia, 1913 (OCLC 457543440)
- Guadeloupe et dépendances, conférence sur la réorganisation administrative des Antilles et de la Guyane, 1925 (OCLC 53827516)
- Contribution de la Guadeloupe à la pensée française : 1635-1935, Paris, éditions Jean Crès, 1936, 301 p. (lire en ligne)